# Ecuación de Benjamin-Bona-Mahony

Una animación de los adelantamientos de dos olas solitarias según la ecuación de Benjamin – Bona – Mahony (BBM). Las alturas de las olas solitarias son 1.2 y 0.6, respectivamente, y sus celeridades son 1.4 y 1.2.
El gráfico superior es para un marco de referencia que se mueve con la celeridad promedio de las ondas solitarias. La envolvente de las ondas de adelantamiento se muestra en gris: tenga en cuenta que la altura máxima de la onda se reduce durante la interacción.
El gráfico inferior (con una escala vertical diferente y en un marco de referencia estacionario) muestra la cola oscilatoria producida por la interacción. Por lo tanto, las soluciones de onda solitaria de la ecuación de BBM no son solitones.

La ecuación de Benjamin – Bona – Mahony o ecuación de BBM, también conocida como ecuación de onda larga regularizada ( RLWE, por sus siglas en inglés ), es la  ecuación diferencial parcial siguiente:
{\displaystyle u_{t}+u_{x}+uu_{x}-u_{xxt}=0.\,}
Esta ecuación fue estudiada por Benjamin, Bona y Mahony (1972) como una mejora de la ecuación de Korteweg-de Vries (ecuación de KdV) para modelar ondas de gravedad superficiales largas de pequeña amplitud propagándose unidireccionalmente en dimensiones 1+1. Muestran la estabilidad y singularidad de las soluciones a la «ecuación de BBM». Esto contrasta con la «ecuación de KdV», que es inestable en sus componentes de alto número de onda. Además, mientras que la «ecuación de KdV» tiene un número infinito de integrales de movimiento, la ecuación de BBM solo tiene tres.

Antes, en 1966, esta ecuación fue introducida por Peregrine, en el estudio de los orificios irregulares.
Una versión generalizada n-dimensional viene dada por:
{\displaystyle u_{t}-\nabla ^{2}u_{t}+\operatorname {div} \,\varphi (u)=0.\,}
donde {\displaystyle \varphi } es una función suficientemente suave desde {\displaystyle \mathbb {R} } hasta {\displaystyle \mathbb {R} ^{n}} demuestra la existencia global de una solución en todas las dimensiones.

## Solución de onda solitaria
La ecuación de BBM posee soluciones de onda solitaria de la siguiente forma:
{\displaystyle u=3{\frac {c^{2}}{1-c^{2}}}\operatorname {sec} ^{2}{\frac {1}{2}}\left(cx-{\frac {ct}{1-c^{2}}}+\delta \right),}
donde «sec» es la función secante hiperbólica y {\displaystyle \delta } es un desplazamiento horizontal inicial de fase. Para {\displaystyle |c|<1}, las ondas solitarias tienen una elevación positiva o cresta, y viajan en el sentido positivo del eje de coordenadas {\displaystyle x} con la velocidad {\displaystyle 1/(1-c^{2}).} Estas ondas solitarias no son  solitones, es decir, después de interactuar con otras ondas solitarias, se genera una cola oscilatoria y las ondas solitarias han cambiado.

## Estructura de Hamilton
La ecuación de BBM tiene una estructura hamiltoniana por lo que puede formularse de la siguiente manera:
{\displaystyle u_{t}=-{\mathcal {D}}{\frac {\delta H}{\delta u}},\,}   con el  hamiltoniano   {\displaystyle H=\int _{-\infty }^{+\infty }\left({\tfrac {1}{2}}u^{2}+{\tfrac {1}{6}}u^{3}\right)\,{\text{d}}x\,}   y el operador   {\displaystyle {\mathcal {D}}=\left(1-\partial _{x}^{2}\right)^{-1}\,\partial _{x}.}
Aquí {\displaystyle \delta H/\delta u} es la variación de la función escalar hamiltoniana {\displaystyle H(u)} con respecto a {\displaystyle u(x),}, siendo {\displaystyle \partial _{x}} el operador derivada parcial con respecto a {\displaystyle x.}

## Leyes de conservación
La ecuación de BBM posee exactamente tres  leyes de conservación independientes y no triviales. En primer lugar {\displaystyle u} estáreemplazado por {\displaystyle u=-v-1} en la «ecuación  BBM» que lleva a la siguiente ecuación equivalente:
{\displaystyle v_{t}-v_{xxt}=v\,v_{x}.}
Las tres leyes de conservación son:
{\displaystyle {\begin{aligned}v_{t}&-\left(v_{xt}+{\tfrac {1}{2}}v^{2}\right)_{x}=0,\\\left({\tfrac {1}{2}}v^{2}+{\tfrac {1}{2}}v_{x}^{2}\right)_{t}&-\left(v\,v_{xt}+{\tfrac {1}{3}}v^{3}\right)_{x}=0\qquad {\text{y}}\\\left({\tfrac {1}{3}}v^{3}\right)_{t}&+\left(v_{t}^{2}-v_{xt}^{2}-v^{2}\,v_{xt}-{\tfrac {1}{4}}v^{4}\right)_{x}=0.\end{aligned}}}
Que puede expresarse fácilmente en términos de {\displaystyle u} mediante el uso de {\displaystyle v=-u-1.}.

## Dispersión lineal
La versión linealizada de la «ecuación de BBM» es:
{\displaystyle u_{t}+u_{x}-u_{xxt}=0.}
Las soluciones periódicas de onda progresiva son de la forma:
{\displaystyle u=a\,\mathrm {e} ^{i(kx-\omega t)},}
donde {\displaystyle k} es el número de onda y {\displaystyle \omega } la frecuencia angular. La relación de dispersión de la «ecuación BBM» linealizada es:
{\displaystyle \omega _{\mathrm {BBM} }={\frac {k}{1+k^{2}}}.}
De manera similar, para la «ecuación linearizada de KdV» {\displaystyle u_{t}+u_{x}+u_{xxx}=0} la relación de dispersión es
{\displaystyle \omega _{\mathrm {KdV} }=k-k^{3}.}
vyo valor se vuelve ilimitado y negativo {\displaystyle k\to \infty ,}    y lo mismo se aplica a la velocidad de fase {\displaystyle \omega _{\mathrm {KdV} }/k} y para la velocidad de flujo {\displaystyle \mathrm {d} \omega _{\mathrm {KdV} }/\mathrm {d} k.} En consecuencia, la «ecuación KdV» da ondas que viajan en el sentido negativo del eje {\displaystyle x} para altos números de onda, es decir,para longitudes de onda cortas. Esto contrasta con su propósito como una aproximación para las ondas unidireccionales que se propagan en el positivo  del eje {\displaystyle x}.
El fuerte crecimiento de la frecuencia {\displaystyle \omega _{\mathrm {KdV} }} y velocidad de fase con número de onda {\displaystyle k} planteó problemas en la solución numérica de la «ecuación de KdV», mientras que la «ecuación de BBM» no tiene estas deficiencias.